# Чанг (напиток)
Чанг (тиб. ཆང་, Вайли chang, непальск. छ्याङ) — непальский и тибетский традиционный алкогольный напиток, популярный также в восточных регионах Гималаев и среди народа невари. Чанг традиционно употребляется непальцами, тибетцами и в меньшей степени соседними народами, проживающими на территории Индии, особенно в штате Сикким, и Бутана. Напиток подается комнатной температуры в летний сезон и в подогретом виде в холодное время года. Приготовление и употребление чанга характерно для многих обрядов Тибета.
Для производства чанга используют ячмень, пшено или рис. В охлаждённые отваренные зёрна или муку добавляют смесь из бактерий, дрожжей и плесневых грибов, затем массу укладывают в бамбуковую корзину и заворачивают в листья, оставив всю конструкцию на один или два дня в тёплом месте. Затем смесь перекладывается в керамический горшок, который закупоривается, преградив поступление кислорода. Брожение продолжается одну или две недели, после чего продукт оставляют созревать ещё на полгода. В Балтистане в смесь также добавляют имбирь и аконит.
Ферментированные зёрна кладут в бамбуковый сосуд, а затем заливают кипячёной водой. Напиток пьётся через специальную бамбуковую трубочку, полую с одной стороны и перфорированную с другой. Зерновая смесь обычно заваривается дважды, хотя вода может доливаться и чаще.
Народ лимбу называет данный напиток тонгба или джанд, при этом последний подается в больших кружках. В их варианте напитка для ферментации используются дрожжи и плесневые грибы диких трав.
Чанг по вкусу напоминает эль. Содержание алкоголя довольно низкое, но напиток оказывает согревающее действие, что особенно ценно в условиях холодного климата.
В некоторых районах Гималаев, например, в Балтистане или Ладакхе, в смесь добавляют аконит, крайне ядовитое растение, широко используемое в традиционной медицине данного региона. Аконит содержит в себе разнообразные алкалоиды, включая аконитины и псевдоаконитины. Использование аконита при приготовлении чанга чревато смертельным отравлением. Даже в малых дозах аконит оказывает сильное токсическое воздействие.
В популярной литературе можно встретить утверждения, будто по тибетским поверьям йети так любят чанг, что ради него они нападают на изолированные горные деревни.